# Loch Beinn a’ Mheadhoin
Loch Beinn a’ Mheadhoin, auch Loch Benevian genannt, ist ein Stausee in den schottischen Highlands. Er liegt im nahezu unbewohnten Tal Glen Affric etwa acht Kilometer südwestlich des Ortes Cannich und ist nur von dort aus über eine schmale Straße zu erreichen.
Loch Beinn a’ Mheadhoin ist circa 8,3 km lang und etwa 600 m breit. Mit einer Staumauer am östlichen Ende etwa drei Kilometer unterhalb des natürlichen Abflusses wurde der ehemalige viel kleinere Beinn a’ Mheadhoin aufgestaut und seinen Wasserspiegel um 7,6 m angehoben. Der See ist Teil des Affric-Beauly hydro-electric power scheme. Mit diesem Projekt wird seit 1950 im Einzugsgebiet des River Beauly Strom aus Wasserkraft erzeugt, wozu zahlreiche Seen aufgestaut wurden. Die Staumauer am Loch Beinn a’ Mheadhoin ist allerdings sehr klein und schmiegt sich so in das enge Tal, dass sie von Weitem nicht ins Auge fällt.
Loch Beinn a’ Mheadhoin wird im Westen auf natürliche Weise über Stromschnellen aus dem Loch Affric gespeist. Dem See wird aber auch aus dem höher gelegenen Loch Mullardoch durch einen 4,8 km langen Überleitungsstollen Wasser zugeführt. Vor dem Einlauf in den Stollen wird das Wasser vom Kleinkraftwerk Mullardoch verarbeitet, das eine Leistung von 2,4 MW hat. Vom Loch Beinn a’ Mheadhoin wird das Wasser dem Kraftwerk Fasnakyle zugeführt, das eine Leistung von 69 MW hat, Restwasser fließt im Osten aus dem See über den River Affric nach Fasnakyle in den River Glass, der durch das Strathconon in den River Beauly fließt.
Trotz seiner Nutzung für die Energiegewinnung ist Loch Beinn a’ Mheadhoin ausgesprochen malerisch und ein beliebtes Ziel für Wanderer. Im Gegensatz zu anderen aufgestauten Seen schwankt der Wasserstand im Loch Beinn a’ Mheadhoin nur geringfügig, so dass auch bei Niedrigwasser keine sichtbaren Flächen des Seebodens trockenfallen.

## Weblinks

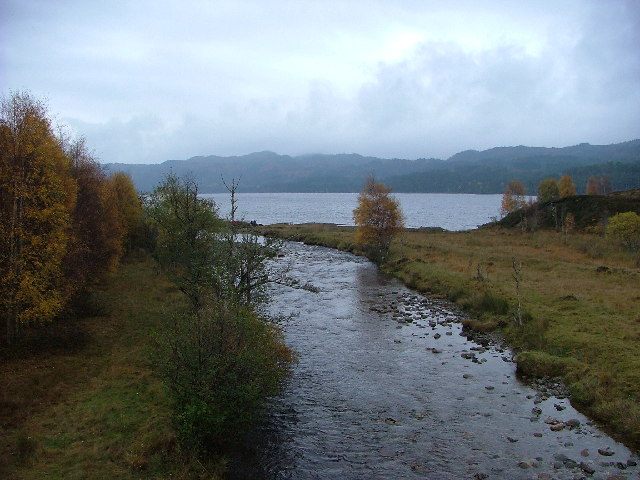
Loch Beinn a’ Mheadhoin von der Chisholm Bridge aus fotografiert